# Голод, Сергей Игнатьевич
Сергей Игнатьевич Голод (1919 — ?) — советский футболист, вратарь, тренер.
Воспитанник днепропетровского футбола.
Участник Великой Отечественной войны.
Играл за днепропетровские команды «Динамо» (1940, 1946, 1952) и «Сталь»/«Металлург» (1947—1949, 1953).
С 1953 года — тренер «Металлурга». После смерти старшего тренера Николая Лущицкого в августе 1954 года возглавил команду, с которой дошёл до полуфинала Кубка СССР 1954. В 1955—1956 — вновь тренер «Металлурга». Старший тренер «Горняка» Кривой Рог (1960—1962), «Днепровца» Днепродзержинск (1963—1964). Начальник днепропетровского «Локомотива». Многие годы возглавлял спортивный клуб «Сталь» завода им. Петровского.